# Belouizdad
Belcourt, Hamma-El Annasser, El Hamma-Al Anwat
«  Belcourt (Algérie) » redirige ici. Pour les autres significations, voir Belcourt (homonymie).
Pour les articles homonymes, voir Belouizdad (homonymie) et Belcourt.
Belouizdad (en arabe : بلوزداد), anciennement Belcourt pendant la période coloniale et Hamma-El Annasser de 1962 à 1995, est une commune algérienne située dans la wilaya d'Alger.

## Géographie

### Localisation
La commune de Belouizdad constitue l'un des quartiers de la ville d'Alger. Elle se situe à environ 3 km au sud-ouest du centre-ville.
| Sidi M'Hamed, Forêt d'El Mouradia. | Alger-Centre | Mer Méditerranée                        |
| Sidi M'Hamed                       | Belouizdad   | Hussein-Dey                             |
| El Mouradia, El Madania            | El Madania   | Kouba, El Madania, Forêt des Annassers. |

### Géologie et relief
Belouizdad possède une façade littorale de 1,6 km de long. Un parc avec un restaurant y constituait la seule partie aménagée de la baie d'Alger. Cet espace a depuis laissé place à une usine de dessalement d'eau de mer d'une capacité de 200 000 m3/j, construite par General Electric et inaugurée le 28 février 2008.

## Voies de communication et transports

### Réseau routier
La commune de Belouizdad est desservie par plusieurs routes nationales:
- Route nationale 11 (Route d'Oran).
- Rocade Nord d'Alger.

### Transports en commun

#### Transport ferroviaire
Une gare ferroviaire dessert la commune : la gare de Belcourt.

#### Métro d'Alger
Elle est desservie par cinq stations de la ligne 1 du métro d'Alger : Jardin d'essai, Hamma, Aïssat Idir et 1er Mai.

#### Téléphérique
Deux téléphériques relient les quartiers de Belcourt aux hauteurs de la ville d'Alger :
- le téléphérique d'El Madania : quartier du Hamma  → cité Diar El Mahçoul (El Madania) ;
- le téléphérique du Mémorial :  Jardin d'Essai → Mémorial du Martyr.

#### Bus
Le terminal de bus du Ruisseau est desservi par les bus de l'ETUSA.

#### Taxis
Deux stations de taxi sont présentes aux abords de la commune : la station du cimetière de Sidi M'Hamed et Les fusillés.

## Histoire
Le quartier de Belcourt a été construit sur une partie marécageuse de la plaine d'Alger, au pied du ravin de la femme sauvage et du bois des Arcades. Belcourt est le nom du premier entrepreneur ayant bâti des maisons sur cette plaine.
En 1577, Miguel de Cervantes, alors prisonnier des Turcs qui occupaient Alger, se cache dans une grotte avant d'être repris.
En 1832, la construction du Jardin d'essai du Hamma débute, et concession de terres agricoles au profit des colons dans la partie comprise entre le jardin d'Essai et le champ de Manœuvre.
En 1835, Belcourt est inclus dans la commune nouvellement créée de Mustapha.
En 1956, le téléphérique d'El Madania reliant Laaqiba à El Madania (cité Diar El Mahçoul) est inauguré.
En 1960, manifestations du 11 décembre.
Après l'indépendance, la commune est renommée Hamma-El Annasser.
En 1987, l'inauguration du téléphérique du Mémorial reliant le jardin d'essai du Hamma au mémorial du Martyr.
En 1988, affrontement entre services publics et citoyens.
En 1995, la commune prend le nom de Mohamed Belouizdad, en hommage au révolutionnaire né dans le quartier en 1924.

## Urbanisme

### Morphologie urbaine
Première banlieue industrielle de la ville d'Alger à la fin du XIXe siècle, Belcourt s'étend d'Ouest en Est de Mustapha jusqu'au Ruisseau entre deux grands axes, la rue de Lyon (actuelle rue Mohamed-Belouizdad) au sud et la rue de Sadi Carnot (actuelle Hassiba Ben Bouali) au nord.
Elle est composée de quatre quartiers principaux : Belcourt, Laâqiba, Hamma et Le Ruisseau séparés des trois premiers par le Jardin d'Essai.
- Belcourt est la partie la plus proche d'Alger, constituée d'immeubles haussmanniens. La limite avec la commune de Sidi M'hamed se situe au niveau de l'ancien arsenal du champ de manœuvres. Plusieurs immeubles sont tombés en ruine surtout après le tremblement de terre de 2003.
- Laâqiba est un quartier situé en pente autour du cimetière du mausolée de Sidi M'hamed Bou Qobrine et l'ancienne Zaouïa de Sidi M'hamed.
- Cervantes est le quartier résidentiel constitué autour d'un lacet qui monte vers le bois des arcades doit son nom à la grotte du même nom.
- Hamma, tourné vers le port et le chemin de fer, a longtemps été constitué principalement d'usines et d'entrepôts. La plupart des bâtisses sont soit abandonnées soit en ruine. Le quartier connait une transformation dans sa partie nord avec la construction de la Cité El Djaouhara par la CNEP et les Hamma Towers. Un hôtel Mariott est aussi en construction jusqu'à côté du Sofitel.
- Ruisseau, séparé du reste de la commune par le Jardin d'Essai, il constitue partie du quartier plus grand du même nom. Il est coupé en deux par le chemin Fernane Hannafi (ex Vauban). Au sud on y trouve les cités La Régie et HBM et le stade du 20-août-1955, au nord une zone d’entrepôts et d'entreprises.
- Montfleury, tout comme Cervantes, est un quartier résidentiel en lacets faisant face au Ruisseau.

## Économie
La commune de Belcourt n'est pas une commune industrielle, elle a surtout une vocation de petit commerce et de marchés.
Cependant elle compte quelques usines et entrepôts.
- Siège de Hamoud Boualem, implantation de la première usine en 1878.
- Sonatrach, activité commercialisation.
- Siège de plusieurs filiales de Sonelgaz.
- Usine de la Société nationale de tabac et allumettes (SNTA).
- Ateliers de maintenance de la SNTF.
- SNATB (transformation du bois).
- Station de dessalement du Hamma (HWD).
- DIPROCHIM.
- SHYMECA (groupe ENAD).

## Population et Société

### Démographie
| 1987   | 1998   | 2008   |
| ------ | ------ | ------ |
| 65 522 | 59 248 | 44 050 |

### Enseignement

#### Établissements scolaires
- 16 écoles primaires publiques

- Ecole Aissiou Ali
- École frères Fadhil
- École Abdelaziz Boumezrag
- École Salem Bouznad
- École Abderrahmane Rebaine
- École Moufdi Zakaria
- École Hamoud Amache
- École Abderahmane Amhine 1
- École Mohamed Azzoune
- École Tahar Salem
- École Aicha El Amria
- École Mekhlouf Zenati
- École Boudoua Tahar 2
- École Boudoua Tahar 3
- École Aissiou Abdelkader
- École Mahmoud Imaache

- 8 Collèges d'enseignement moyen publics (CEM)

- CEM Ben Ramdane Mostefa El Hanafi
- CEM Mostefa Dahar
- CEM Mhamed Khelifa
- CEM Larbi Tebessi
- CEM Belkacem Bouchafa ex Chanzy
- CEM Mekhlouf Zenati
- CEM Yahia Maaziz
- CEM Mohamed Douar

- 3 Lycées publics
- Lycée Rouchai Boualem
- Lycée Fodhil el Ourtalani
- Lycée Ibn el Haithem

### Santé
- Polyclinique Bouchenafa.
- Polyclinique Nicira Nounou.
- Polyclinique Cervantes.
- Clinique Mdoukal.
- Centre de santé de wilaya de la Police.
- Centre de Santé Bachir Laâdjouz.

### Mosquées
- Mosquée Larbi Tebessi
- Mosquée Salah Eddine
- Mosquée El-Nadi
- Mosquée Lek'hel
- Mosquée Ahmed Hafid

## Administration et politique

### Sieges d'administrations
- Annexe du ministère de l'Habitat de l'Urbanisme et de la Ville.
- Hôtel des monnaies de la Banque d'Algérie.
- Siège de l'Institut Pasteur d'Algérie.
- Siège de l'Entreprise du Métro d'Alger.
- Fonds national d'investissement (FNI).
- Agence algérienne pour le rayonnement culturel (AARC).

### Situation administrative
- l'Assemblée populaire communale de Belouizdad est composée de 19 sièges.
- La commune de Belouizdad fait partie de la daïra de Hussein-Dey.

### Liste des maires successif
- 2002-2007 : Boudouhane Mohamed (FLN).
- 2007-2012 : Aggoune M'hamed (FLN).
- 2012-2017 : Dhina Naïma (FLN).
- 2017-2022 : Amamra Mohamed (FLN).

### Sécurité
La commune compte trois commissariats de police et une gendarmerie.
- Sûreté urbaine cité Djaouhara
- Sûreté urbaine à Belcourt (ex-7e)
- Sûreté urbaine au Ruisseau (ex-12e)
- Gendarmerie chemin Fernane Hannafi (ex-Vauban)

## Vie quotidienne et patrimoine

### Lieux et monuments
- Musée national des beaux-arts d'Alger.
- Jardin d'essai du Hamma.
- Bibliothèque nationale d'Algérie.
- Villa Abd-el-Tif.
- Grotte de Cervantes.
- Hôtel des Monnaies

### Équipement touristique
- Hôtel Sofitel.
- Hôtel de l'Indépendance.
- Auberge de Jeunesse Hassiba Ben Bouali.

### Sports
- Club de football du CR Belouizdad (CRB) créé en 1962 (rouge et blanc).
- Club de football de l'OMR El Anasser (OMR) créé en 1962 (noir et blanc).
- Club de football du Chabab Riadhi El Anasser (CREA) créé en 1971 (bleu et jaune).
- Club de football du Widad Riadhi de Belcourt (WRB) créé en 1948 (rouge et blanc).
- Club de football du Rapide de Belouizdad (RB) créé en 1962 (rouge et blanc).

## Personnalités liées à la commune
- Abdelmadjid Meskoud, chanteur du chaâbi algérien.
- Ahmed Mahsas, homme politique et militant nationaliste algérien, un des fondateurs de la branche française du FLN.
- Albert Camus, écrivain, philosophe, romancier, dramaturge, essayiste et nouvelliste français, a vécu une partie de son enfance rue de Lyon.
- Ali Khodja, lieutenant de l'Armée de libération nationale (ALN) et un commandant de la wilaya IV pendant la guerre d'indépendance de l'Algérie.
- Amina Belouizdad, la première speakerine de la Télévision nationale algérienne.
- Biyouna, actrice algérienne
- El Hachemi Guerouabi, un des grands noms du chaâbi algérien.
- Hassen Lalmas, footballeur international algérien.
- Hassan Achour, footballeur international algérien.
- Hassiba Ben Bouali, militante et résistante algérienne durant la guerre d'Algérie, martyre de la bataille d'Alger.
- Hocine Aït Ahmed « Da El Hocine », homme politique algérien, membre du Parti du peuple algérien, membre fondateur de l'Organisation spéciale, et l'un des principaux dirigeants du Front de libération nationale.
- Mohamed Belouizdad, homme politique révolutionnaire et nationaliste algérien, membre du Mouvement pour le triomphe des libertés démocratiques, membre fondateur et le premier chef de l'organisation spéciale (OS).
- Othmane Belouizdad, révolutionnaire et nationaliste algérien, membre de l'organisation spéciale (OS) et de la comité révolutionnaire d'unité et d'action.
- Mokhtar Kalem, footballeur international algérien.
- Laïfa Ouyahia

## Galerie de photos

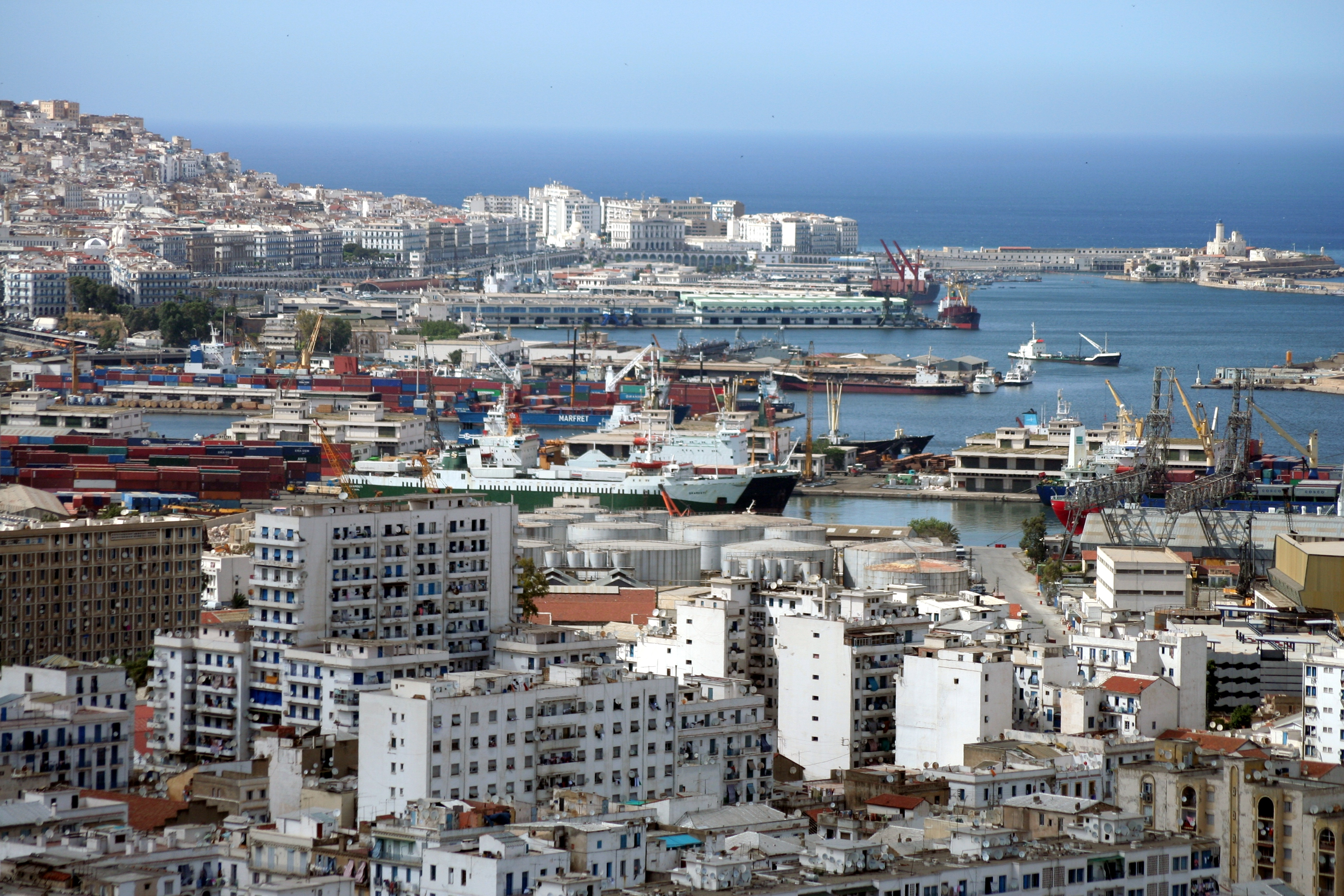
Belouizdad, avec le front de mer au second plan.
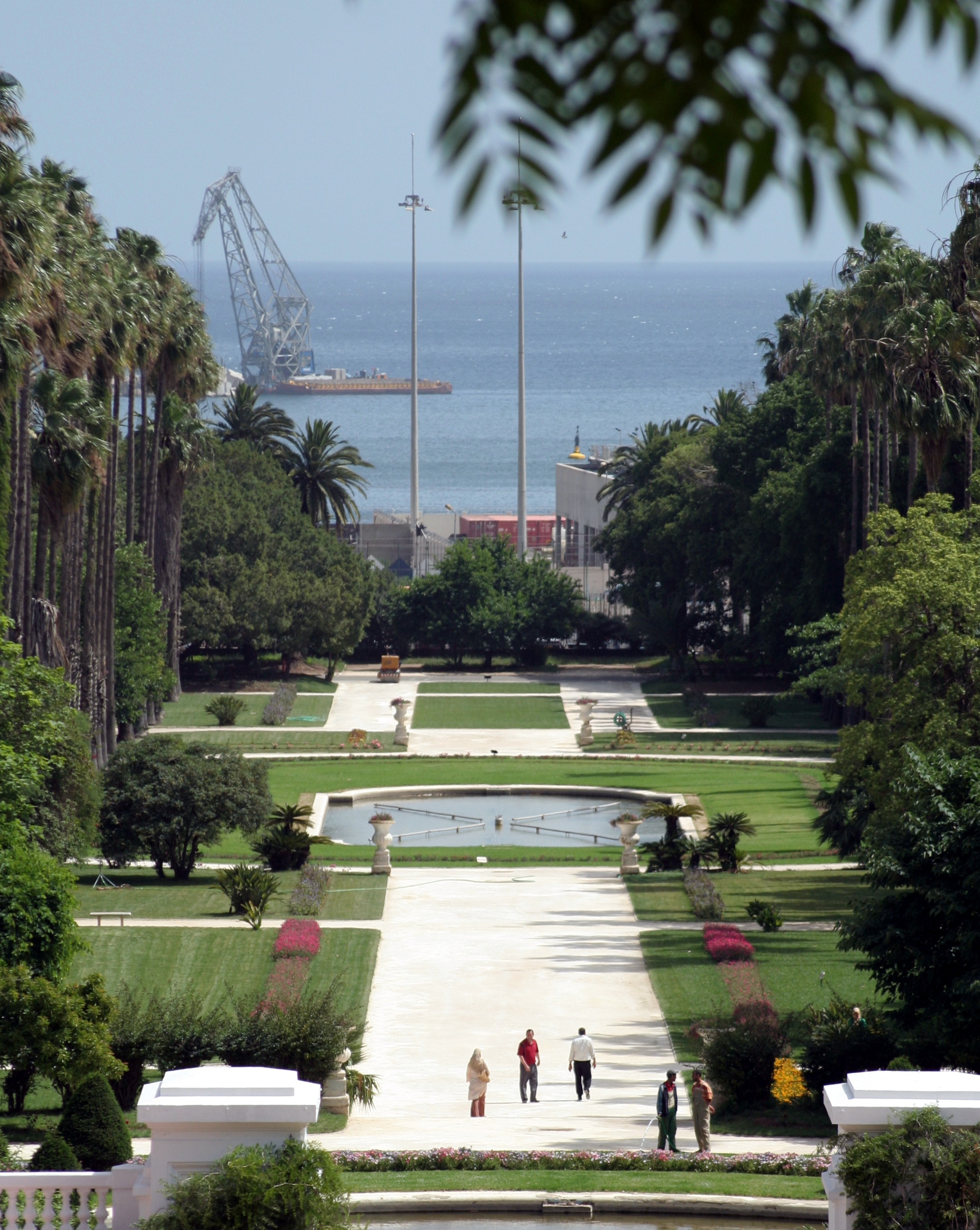
Aperçu de l'allée principale du Jardin d'Essai.
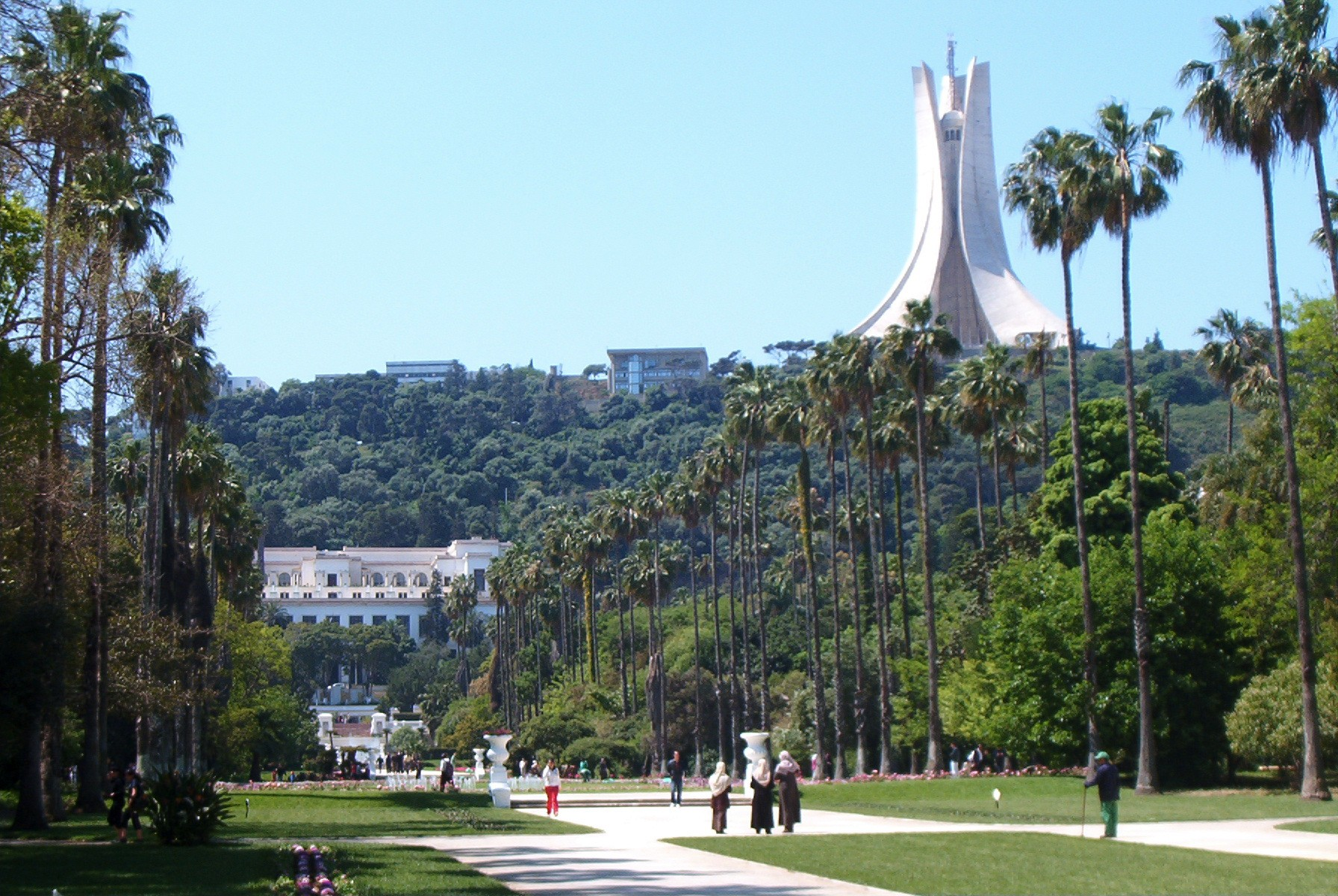
Le Jardin d'Essai, le Monument des martyrs au haut de la colline.
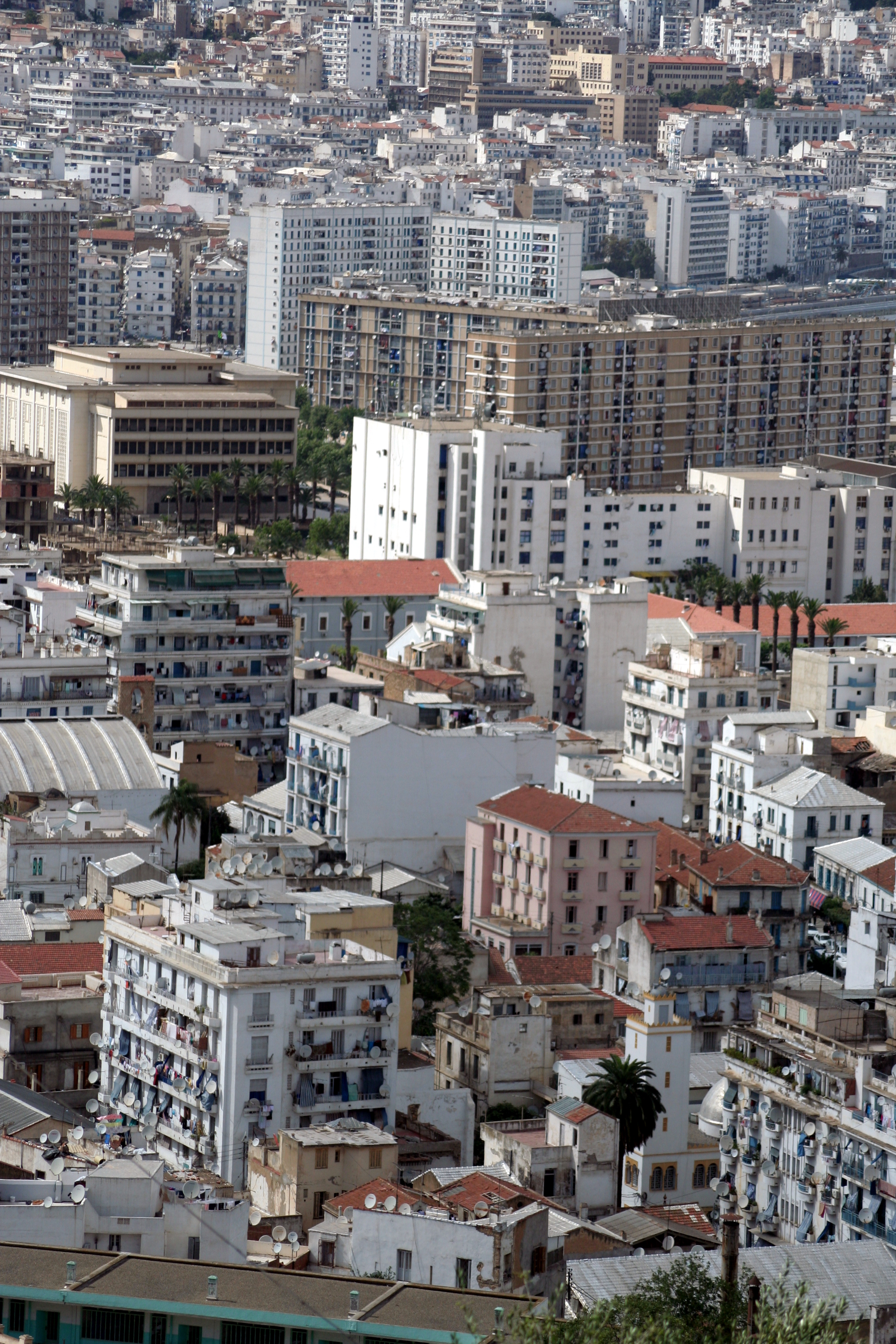
Belouizdad, vu du monument.
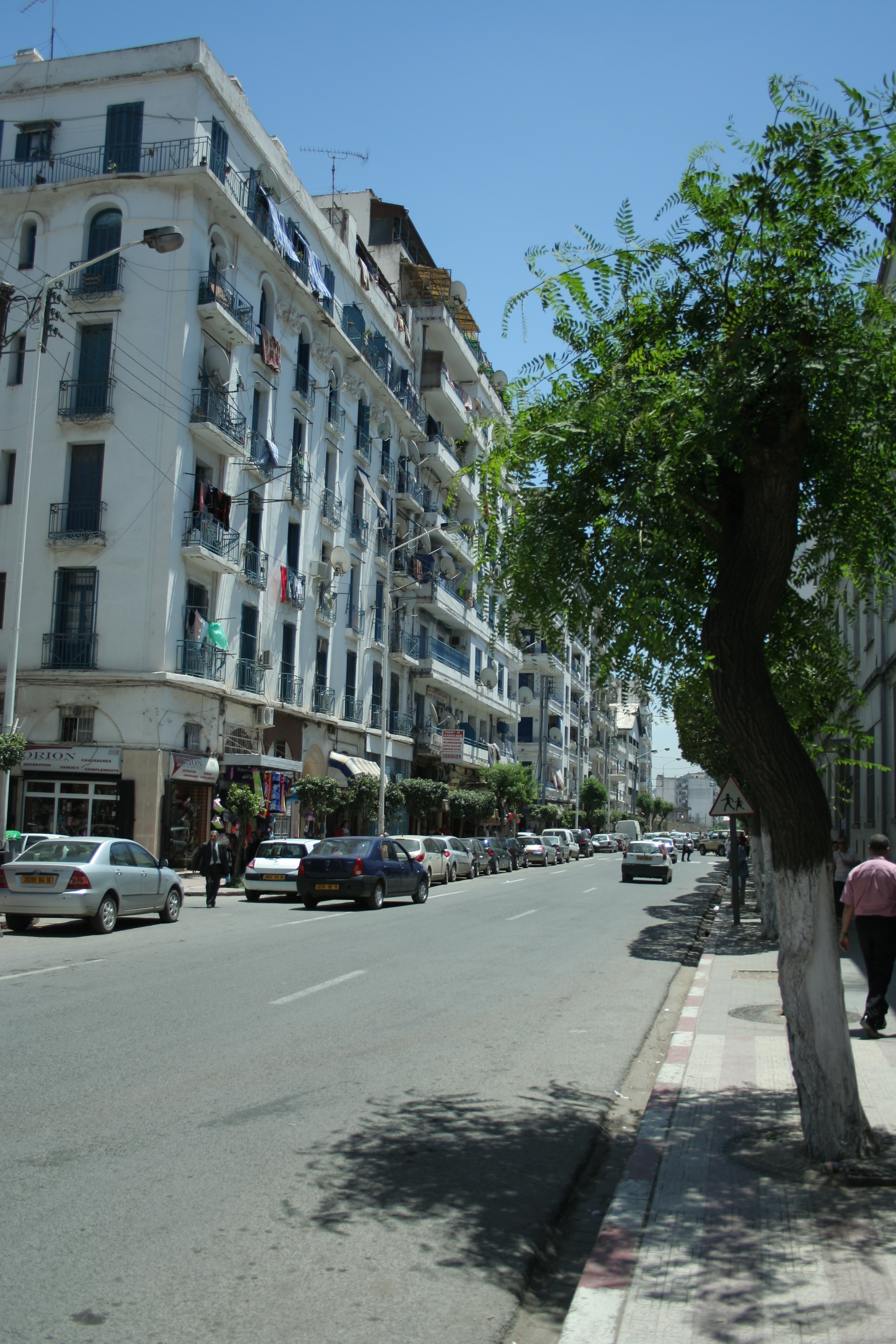
La rue Belouizdad.